# Olga Novo
Olga Novo (Vilarmao, A Pobra do Brollón, 29 de gener de 1975) és una poetessa, assagista i doctora en Filologia Gallega per la Universitat de Santiago de Compostel·la. Guardonada amb el Premi Nacional de Poesia l'any 2020.

## Trajectòria professional
Estudià Filologia Gallega a la Universitat de Santiago de Compostel·la. Va ser professora a diversos instituts de Galícia i a la Universitat Bretanya Sud, Lorient. Ha publicat les seves obres a revistes i diaris com Festa da Palabra Silenciada, Dorna, Xistral, El País o ABC. Ha participat en els comitès de redacció de les revistes Ólisbos, Animal, Valdeleite i Unión Libre.
Professora numerària d'IES en diversos Instituts de Galícia. Va ser lectora de gallec en la Universitat de l'Alta Bretanya en Rennes i actualment exerceix com a professora de Llengua Gallega i Literatura en l'IES A Pinguela, a Monforte de Lemos.
Com a poeta, va publicar les obres A teta sobre o sol (1996), Nós nus (Premi Losada Diéguez de Creació, 1997; 2a ed. 2021), A cousa vermella (2004), Cràter (Premi de la Crítica espanyola, 2011) i Feliç Idade (Premi de la Crítica espanyola, de la Crítica galega i Premi Nacional de poesia 2020). Traduïda a diverses llengües, en castellà van veure la llum l'antologia personal Els líquids íntims (Cálamo, 2012; 2a ed. 2022) i Felizidad (trad. Xoán Abeleira, Olifant, 2020). Aquesta última ha sigut traduïda també al castellà en Parany edicions, com Felicitat (2022).
En la seua obra s'entrecreua la visió, l'amor com a última avantguarda, l'Eros i la consciència feminista, la fogonada creadora i la música, la utopia llibertària, l'íntim cant intrahistòric i la memòria rural, la reintegració no escindida del tot en la celebració de la matèria, el macro i el microcosmos en una poètica integradora l'eix essencial de la qual és l'amor.
Com a estudiosa de la literatura va publicar les obres Per un vocabulari do sexe. A terminoloxía eròtica de Claudio Rodríguez Fer (1995), O lume vital de Claudio Rodríguez Fer (1999, reed. 2008), Uxío Novoneyra. Lingua loaira (2005, Premi Ánxel Fole) e Leda m’and’eu. Eròtica medieval galaica (Premi d'Història Medieval de Galícia e Portugal, 2011). A més ha participat en nombrosos congressos, jornades i seminaris al voltant de temàtiques literàries relacionades amb l'erotisme, el feminisme, les avantguardes, el celtisme o l'anarquisme.
Com a poeta es va donar a conèixer a través de tres poemaris de gran torrent vivencial, força expressiva, fondària tel·lúrica i sensualitat eròtica:
- A teta sobre o sol (1996)
- Nós nus (1997)
- A cousa vermella (2004)

També va publicar un llibre d'art compartit amb la pintora Alexandra Domínguez i el poeta Xoán Abeleira, titulado Magnalia, i nombrosos poemes en antologies, llibres col·lectius, revistes (Festa dona Paraula Silenciada, Dorna, Xistral) i periòdics (El País, ABC).
Va formar part dels comitès de redacció de les revistes Ólisbos, Animal, Unió Lliure i Valdeleite. Ha traduït, des del gallec, El contradiscurso de les dones. Història del procés feminista, de Carmen Blanco.
Com a analista i assagista ha publicat els següents llibres:
- Per un vocabulari galego do sexe. A terminoloxía eròtica de Claudio Rodríguez Fer (1995)
- O lume vital de Claudio Rodríguez Fer (1999, reeditat i ampliat en 2008)
- Uxío Novoneyra. Lingua loaira (2005)
- Introducció a Unha tempada no paradís de Claudio Rodríguez Fer (2010)

Va participar amb estudis en congressos i revistes (Ínsula, Moenia, Butlletí Galego de Literatura, Anuari d'Estudis Literaris Galegos, Revista Galega do Ensino, A Nosa Terra, La Torre. Revista de la Universitat de Puerto Rico, etc.) La seua atenció se centra sobretot en propostes pròximes al surrealisme, i ha escrit diversos textos sobre l'escriptor André Breton,el cantautor Léo Ferré i el pintor Eugenio Granell, i a temàtiques eròtiques, com reflecteix l'assaig "Tractat dona pel", publicat en el monogràfic "Erotismes" d'Unió Lliure (1999), coordinat per ella mateixa. A més s'ha interessat per poetes en llengua portuguesa, com l'avantguardista lusità Fernando Pessoa i el surrealista brasiler Sergio Lima.
En 2019 va publicar Feliç idade en la qual "tendeix una metxa des de la generació que la precedí a aquella que la segueix; entre l'ahir i el demà de l'estirp, més enllà de la mort del pare i la infantesa de la filla".

## Sobre l'autora

### Opinió de l'autora sobre la poesia en l'actualitat
“Jo crec que mai han sigut bons temps per a la poesia, ja que sempre s'ha considerat un gènere més minoritari”, apunta a més, doctora en Filologia Gallega, quan se li pregunta per com veu aquest gènere literari en l'actualitat. Segons la seua opinió, afirma que “mentre hi haja persones amb aquesta sensibilitat i aquesta mirada sobre el món, la poesia està fora de perill”.
Novo diu que en el seu dia a dia com a professora, veu “gent molt jove, adolescents, que s'acosten a la poesia des de l'emoció, que necessiten a més anar cap a aquesta mena d'univers que els permet exterioritzar les seues emocions, canalitzar-les” i que moltes vegades troben en ella “un refugi i fins i tot una teràpia”.
En aquest punt, la poeta i Premi Nacional de Poesia 2020 adverteix que “si obrim un llibre o llegim un poema i aquest text no ens remou, no ens arrossega, no ens tira del pèl o no ens dona una galtada; ens deixa indemnes, ens deixa igual que estàvem abans de llegir-lo, és que potser és un bon text literari però potser no tant un poema”.

### Opinió sobre la pluralitat lingüística
Per a Olga Novo, rebre el Premi Nacional de Poesia 2020 amb el poema Feliç Idade, escrit en gallec, llengua materna de l'autora, va ser molt important per a ella personalment, però també ho va ser per a Galícia a nivell comunitari, ja que segons compte “venia d'algun mode a donar visibilitat i a reconèixer la pluralitat cultural de l'estat”.
La poeta gallega comenta que, encara que l'estatus legal de les llengües cooficials al nostre país és positiu, la llei “no sempre acompanya a la pràctica” i per això, és palpable “la deterioració i el progressiu abandó d'aquestes llengües encara que a nivell cultural estiguen molt presents”. “La cultura no salva per si sola a un idioma, són els parlants i l'ús continuat, generació rere generació, la qual cosa fan viure a una llengua”, aclareix.
Novo explica que perquè una llengua estiga normalitzada “ha d'exercir-se en tots els àmbits d'ús”, tant en el cultural com en el lingüístic i, per tant, assegura que “la poesia sempre ha sigut la punta de llança del renàixer cultural”.

### Nous Projectes
La poeta gallega explica que s'ha embarcat en un nou projecte que eixirà d'ací a uns mesos i que “no és exactament poesia”. “És una recopilació de textos en prosa sobre gents humils que jo he conegut o la memòria de les quals m'ha sigut transmesa, gents del camp, pràcticament tots ells analfabets amb històries de vida molt poderoses”, explica Novo que reivindica que “tota vida té una història poderosa darrere i totes mereixen ser comptades”.
Es tracta de relats que l'autora gallega ha escoltat “des de xiqueta” als seus pares, els seus veïns i per això, compte, que ha sentit “quasi l'obligació moral de portar-los al present” i que les seues històries “foren conegudes o escoltades, sobretot perquè són les històries dels subalterns, d'aquella gent que per si sola no ha pogut comptar o donar la seua visió de la història o de la intrahistoria més aviat, que m'interessa un poc més que la gran història dels fets bèl·lics”.

## Obres

### Poesia
- A teta sobre o sol (1996, Edicions do Drac)
- Nós nus (1997, Xerais)
- A cousa vermella (2004, Espiral Maior)
- Cráter (2011, Toxosoutos)
- Feliz Idade (2019, Tambo)

### Assaig
- Por un vocabulario galego do sexo. A terminoloxía erótica de Claudio Rodríguez Fer (1995, Positives)
- O lume vital de Claudio Rodríguez Fer (1999 e ampliado 2008, Cardes Noves)
- Uxío Novoneyra. Lingua loaira (2005, Fundació Caixa Galícia)
- Erótica Medieval Galaica (2013, Toxosoutos)
- Introdución a Unha tempada no paraíso de Claudio Rodríguez Fer (2010)
- No principio foi o pracer (2017, Unió Lliure)

### Traducció
- El contradiscurso de las mujeres. Historia del proceso feminista, de Carmen Blanco.

### Obres col·lectives
- Magnalia, amb la pintora Alexandra Domínguez i el poeta Xoán Abeleira.

### Ressenyes
- Nos Nus.

Nós nus és un llibre de poesia eròtica assentat en una concepció que el sexe i l'amor estan vinculats a la terra. Olga Novo parla de l'erotisme en un món rural, construint un particular llenguatge poètic en el qual apareix lèxic d'animals, plantes, labors del camp, etc.
Per a explicar la proposta convé atendre la decidida convicció feminista de la poeta, que atorga al text un caràcter que trenca les convencions patriarcals  respecte al sexe. En Nós nus, un subjecte femení assumeix el seu propi cos com a font de plaer, deixant arrere l'estereotip de complir amb una posició sotmesa. Les relacions es reflecteixen com a actes que no es troben subjectes a normes, i en les quals és possible l'amor sense opressions.
- Cràter.

Estructurat en quatre parts: Cinsa, Pedras, Lava i Rocha metamòrfica. Olga Novo proposa a través de les seues pàgines una aproximació de l'espectador cap a aquesta Galícia rural abandonada, que podem percebre com si fora la nostra casa.
Tot el poemari transmet una aura de sensualitat i erotisme, que aconsegueix mitjançant el poder de les imatges i l'ús de la tècnica surrealista. L'estètica surrealista (plasmada a través de l'absència de signes de puntuació, inclusió d'onomatopeies, etc.) li permet acostar-se a la força dels somnis que existeix en allò que s'oblida o s'abandona, al mateix temps que li permet treballar aquesta idea de desbordament que suggereix el títol de l'obra.
Un altre dels recursos que utilitza Olga Novo per a desenvolupar la seua proposta és la creació d'una espècie d'alter ego del personatge poètic, una “Deessa llauradora”, vital, llibertària i amorosa.
El llibre segueix la cerca d'espais humils que donen dignitat a la memòria. D'aquesta manera, cita a poetes com Juan Gelman, per a tornar a la infància i a aquestes primeres cançons que comencen a atorgar un sentit harmònic del món.
Per acabar, una constant en la poesia d’Olga Novo és el símbol del cos femení,on la reproducció és creació i estat de llibertat. En una de les seues intervencions, la Deessa llauradora ens recorda aquesta cerca d'una condició digna i llibertària.
- Feliz Idad.

“Feliz idad”, d'Olga Novo, és la versió en castellà de Feliz idade, llibre que ha sigut guardonat amb el Premi de la Crítica 2019 de poesia en gallec. Aquest llibre reunix poemes de diferents èpoques vitals de l'autora, amb el nexe comú de les relacions familiars. Dos moments claus són la mort del seu pare i el naixement de la seua filla. Tot això fan d’aquest llibre una representació de molt amor, però també de molt dolor.
Va ser escrit al llarg de set anys, un temps en el qual Novo va guardar silenci editorial. Com hem mencionat, va nàixer Lúa, la seua filla, i el seu pare va emmalaltir d'Alzheimer i va morir. Tots dos van arribar a jugar junts i la poeta va descobrir que “la felicitat són aquests instants”.
- Els líquids íntims.

En la primera part de l'antologia, “Arrel”, Olga Novo fa homenatge a la seua família pròxima i als seus avantpassats. Els poemes parlen de les dones de la seua terra. Celebra el vincle sanguini de l'harmonia familiar i el compagina amb la denúncia de les extremes condicions de vida en el passat, com la fam i la necessitat. D'aquesta manera, la figura de la besàvia adquireix un caràcter simbòlic: d'origen humil, desproveïda d'estudis, representa la rebel·lia contra el paradigma de la dona del seu temps.
La segona part, “Volcà viu”, es centra en la temàtica eròtica-amorosa. Els poemes reflexionen sobre els sentiments que genera l'absència de la persona estimada, l'espera de la trobada física i la necessitat imperiosa de l'amor. El bon amor, ens diu la poeta, aconsegueix que les coses perduren en el temps. Aquesta idea podem aplicar-la no sols a l'amor de parella, sinó a l'amor generalitzat cap a les personades volgudes.
La tercera part dels líquids íntims, “Salvatgement”, reflexiona sobre la identitat. El subjecte que parla presenta diverses contradiccions al·ludint a l'oscil·lació del llibre entre l'esquinçament i la dolçor.
La quarta part, “Abans la vida”, és la més breu de totes. A penes un poema que arreplega als personatges que han aparegut en la resta de l'obra. Amb ell, la poeta sembla declarar l'autenticitat dels seus versos.

## Premis
- Premi Nacional de Poesia de les Lletres Espanyoles, 2020, per la seua obra Feliz Idade
- Premi Losada Diéguez de creació literària, 1998, Nós nus.
- Premi Ánxel Fole d'investigació, 2004, Uxío Novoneyra. Lingua loaira.[Enllaç no actiu]
- Premi de la Crítica de poesia gallega, 2011, Cráter
- Premi de la Crítica de poesia gallega, 2019, Feliz Idade
- Premi Nacional de poesia de les Lletres Espanyoles, 2020, Feliz Idade